# Ястремщина
Ястремщина — історична назва місцевості і житлового мікрорайону у місті Буча Київської області.
За легендою назва походить від прізвища колишнього власника — Ястрембський (пол. Jastrzębski).
Основна вулиця мікрорайону — Києво-Мироцька.
Прикрасою місцевості є березова алея довжиною близько 250 метрів.
В часи СРСР на Ястремщині знаходилася велика свиноферма. Наразі хліви свиноферми перебувають у напівзруйнованому стані.

## Плани розвитку
15 січня 2010 відбулися громадські слухання по детальному плану забудови території Ястремщини.
Основою мікрорайону має стати блокована надщільна забудова — переважно одно та двоповерхові будинки.
Також планується звести два квартали дев'ятиповерхових будинків (на 1800 мешканців) та квартал — чотири і п'ятиповерхових (близько 1000 людей). У плані також передбачено район індивідуальної садибної забудови (на 350 жителів), розташований на площі 16 га, і блокована забудова з невеликими ділянками — від 300 до 500 м². (на 1800 людей).
На території проживатиме 6 тисяч людей.